# Fernando Abad (beisbolista)
Fernando Antonio Abad (La Romana, 17 de diciembre de 1985) es un lanzador zurdo dominicano de béisbol profesional que actualmente es agente libre. 
Anteriormente jugó con los Houston Astros, Washington Nationals, Oakland Athletics, Minnesota Twins, Boston Red Sox y Baltimore Orioles se desempeña principalmente como relevista.

## Carrera profesional

### Houston Astros
Abad comenzó su carrera profesional en 2006, lanzando para los Dominican Summer Astros del sistema de ligas menores de los Astros de Houston. Ese año tuvo récord de 5-2 con una efectividad de 1.32 en 15 partidos (11 juegos iniciados). También ponchó a 64 bateadores en 61 entradas y un tercio.
Dividió el 2007 entre los Greeneville Astros (17 partidos, cuatro como abridor) y los Tri-City ValleyCats (dos partidos), registrando un total combinado de 6-4 con una efectividad de 4.25, con 59 ponches en 53 entradas. En 2008, lanzó para los Lexington Legends, terminando con récord de 2-7 con una efectividad de 3.30 en 45 apariciones como relevista, ponchando a 94 bateadores en 76 entradas y un tercio.
Abad lanzó para Lancaster JetHawks (41 partidos) y Corpus Christi Hooks (tres partidos, todos como abridor) en 2009, registrando un total combinado de 4-7 con una efectividad de 4.00, ponchando a 92 bateadores en 96 entradas y dos tercios de trabajo.
En tres temporadas con los Astros, Abad registró marca de 1-11 con efectividad de 5.10 en 88 juegos y ponchó a 65 en 84 2⁄3 entradas.

### Washington Nationals

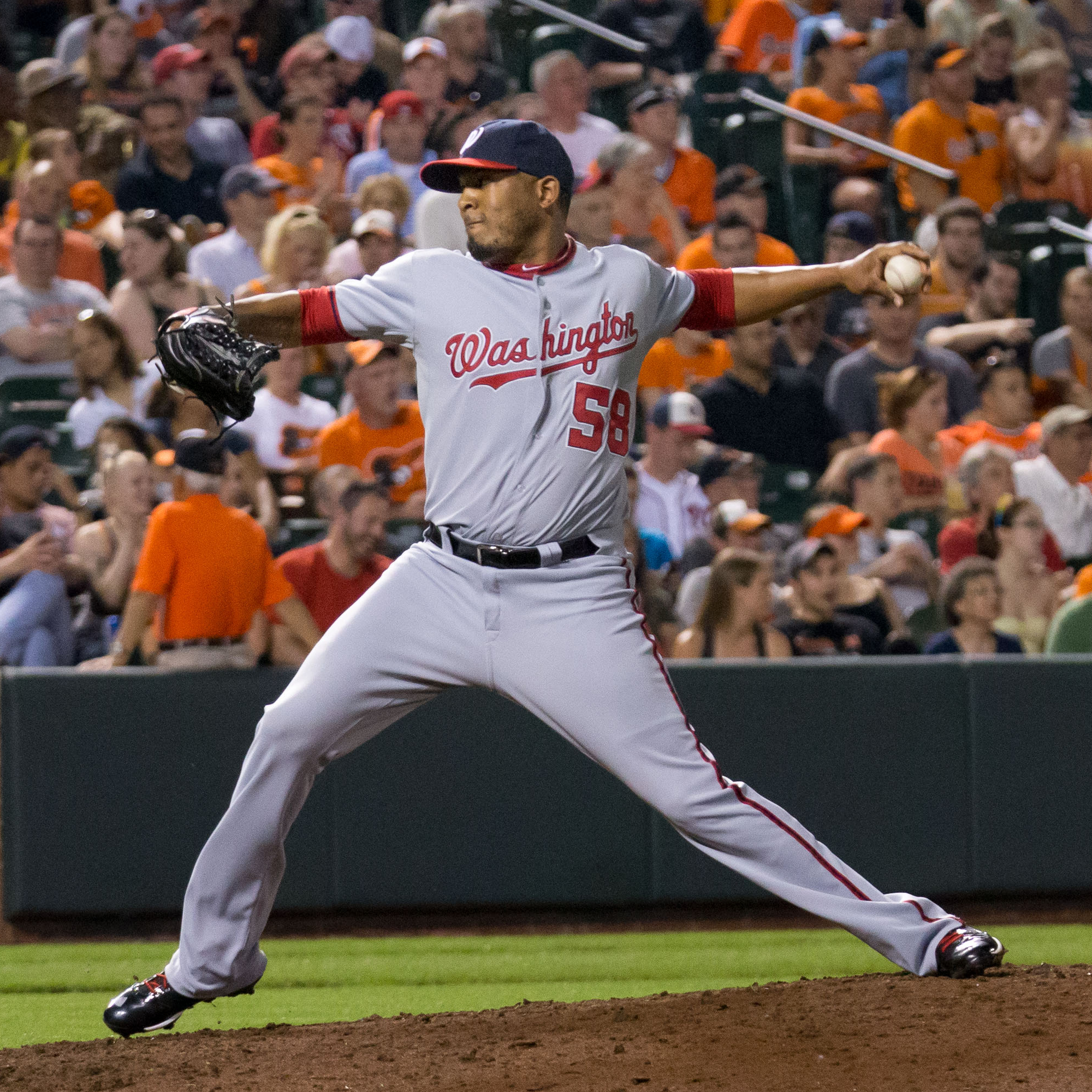
Abad lanzando con los Nacionales de Washington.

El 22 de noviembre de 2012, firmó un contrato de ligas menores con los Nacionales de Washington. Fue llamado a las Grandes Ligas cuando Ryan Mattheus fue colocado en la lista de lesionados. Fue designado para asignación el 20 de noviembre de 2013.

### Oakland Athletics
El 25 de noviembre de 2013, Abad fue cambiado a los Atléticos de Oakland por el jardinero de ligas menores John Wooten. Los Atléticos designaron a Abad para la asignación después de la temporada 2015, en la cual registró efectividad de 4.15 en 47 2⁄3 entradas, y más tarde eligió la agencia libre.

### Minnesota Twins
Abad firmó un contrato de ligas menores con los Mellizos de Minnesota en diciembre de 2015. Durante la temporada 2016, registró efectividad de 2.65 en 34 entradas lanzadas antes de dejar el equipo.

### Boston Red Sox
El 1 de agosto de 2016, Abad fue transferido a los Medias Rojos de Boston a cambio de Pat Light. Sin embargo, no tuvo el mismo éxito que en su equipo anterior, luego de registrar una alta efectividad de 6.39 en solo 12 2⁄3 entradas.
En 2017, lanzó 43 2⁄3 entradas donde registró 3.30 de efectividad y 37 ponches.

### Philadelphia Phillies
El 17 de febrero de 2018, Abad acordó un contrato de ligas menores con los Filis de Filadelfia que incluyó una invitación a los entrenamientos primaverales. Sin embargo, fue liberado el 21 de marzo.

### New York Mets
El 25 de marzo de 2018, firmó un contrato de ligas menores con los Mets de Nueva York.
El 7 de junio de 2018, Abad fue suspendido 80 juegos por consumir estanozolol, una sustancia prohibida por la liga, y eventualmente fue liberado por los Mets.

### Long Island Ducks
El 3 de agosto de 2018, Abad firmó un contrato con los Long Island Ducks de la Liga del Atlántico. Al finalizar la temporada se convirtió en agente libre.

## Estilo de lanzar
Abad cuenta con una recta de cuatro costuras (94-97 mph), un sinker (92-95 mph), una curva (78-83 mph) y un cambio de velocidad (75 a 79 mph). Tiende a utilizar más el sinker y el cambio de velocidad contra bateadores derechos, y su recta de cuatro costuras y la curva en contra bateadores zurdos.